# Jean Boudehen
Jean Pierre Boudehen (ur. 11 stycznia 1939 w Petit-Couronne, zm. 4 września 1982 w Vallon-Pont-d’Arc) – francuski kajakarz i kanadyjkarz. Srebrny medalista olimpijski z Tokio.
Brał udział w dwóch igrzyskach olimpijskich (IO 64, IO 68). Zajął drugie miejsce w kanadyjkowej dwójce na dystansie 1000 metrów, wspólnie z nim płynął Michel Chapuis. 